# Ампар, Рустам Виталиевич
Ампар Рустам Виталиевич (31 августа 1991, Гудаута, Абхазия) — российский борец вольного стиля. Мастер спорта международного класса, победитель юниорского первенства России, призер юниорского первенства Европы и мира, обладатель Кубка мира, победитель Гран-при Иван Ярыгин.

## Биография
Рустам родился в Абхазии. Всё своё детство прожил в городе Гудаута, Абхазия.
В возрасте 9 лет отец Виталий Ампар привел Рустама в зал вольной борьбы, где он стал тренироваться под руководством Астамура Анатольевича Бения. В 15 лет переехал в Санкт-Петербург где продолжил обучение в средней школе и занимался вольной борьбой.
Окончил СПбГУАП, по специальности экономист.
По окончании университета перешёл в спортивный клуб ЦСКА в Москве.

## Спортивная карьера
Дебют Рустама в 9 лет на чемпионате в Абхазии был победным.
Юношеские результаты
- 2006 год Первенство России 1 место
- 2007 год Первенство России 2 место
- 2008 год Первенство России 2 место
- 2008 год Черноморские игры 3 место

Молодежные результаты
- 2009 год Первенство России 1 место
- 2009 год Первенство Мира 2 место
- 2010 год Первенство России 2 место
- 2010 год Первенство Европы 3 место[3]
- 2011 год Первенство России 3 место
- 2011 год Кубок Мира 1 место

Взрослые результаты
- 2011 год Гран при Иван Ярыгин 3 место
- 2012 год был в Олимпийской сборной России, заняв 5 место на чемпионате России.
- 2013 год Международный Киевский турнир 1 место
- 2014 год Гран при Иван Ярыгин 1 место[4]
- 2014 год Чемпионат Европы 5 место[5][6]
- 2015 год Кубок Бразилии 1 место
- 2016 год Гран при Иван Ярыгин 3 место[7]
- 2016 год Член Олимпийской сборной команды[8].

После этого в связи с травмами и операцией был долгий простой и реабилитация.
В 2020 год победил в коммерческой встрече в Нью-Йорке «Beat the Street»
На протяжении своей карьеры Рустам одерживал победы над титулованными борцами, такими как Дениел Деннис, Нариман Исрапилов, Джек Мюллер, Махмуд Магомедов, Сезар Акгюль.
Также в 2019—2020 годах тренер-спортсмен спортивного клуба «Спартан Комбат» при Корнельском университете в Нью-Йорке.
В 2021 году основал спортивный клуб Суплекс в Чикаго. Под его руководством призёр Европы и участник Олимпийских игр в Токио Стеван Мичич.